# Trigonostemon semperflorens
Trigonostemon semperflorens är en törelväxtart som först beskrevs av William Roxburgh, och fick sitt nu gällande namn av Johannes Müller Argoviensis. Trigonostemon semperflorens ingår i släktet Trigonostemon och familjen törelväxter. Inga underarter finns listade i Catalogue of Life.